# 均安女子篮球队
均安女子篮球队，或稱广东顺德均安爱得乐女子篮球队（由爱得乐公司冠名赞助后），是中華人民共和国广东省佛山市顺德区均安镇的一支女性组成的村篮球队，多年获得国家级农村篮球比赛奖项。根据2012年统计，建队36年的均安女籃取得了29个全国冠军及5个国际冠军。

## 历史
自1950年代，均安当地的居民已经有篮球的氛围，均安男队曾获得佛山地区的农民男篮赛冠军。1970年代均安公社经常与江门、南海等地公社篮球队进行友谊赛。
均安女子篮球队成立于1976年，雏形是星槎小学女子篮球队。其教练何信夫原是知青，回乡后当体育老师。由于意识到当年女性的篮球发展潜质，他组建小学篮球队。他挑选小学附设初中班10名年纪在11岁到12岁的女孩作为队员。
成立初期，由于电力限制使用，农村经常停电。何信夫带队员骑自行车到各处有电的地方训练，甚至在黑暗中训练。他也带队在均安大桥的路灯下训练。
由于其表现出色，1976年11月15日人民公社党委决定保留这支农村体育队伍，队员中学毕业后安排到公社企业“均安蚕种繁殖站”工作，利用工余时间实行军事化管理。在均安蚕种站工作的队员，每天工作8个小时，25元人民币一个月的工资，利用下班时间训练。队员每天清晨5时起床，在乡村小路上跑3000米至5000米练耐力，吃完早饭再去工作，下午下班后借用学校的球场做两三个小时的技术训练。
1981年至1983年三年时间里，均安女篮每年冬天在广州文化公园挑战南下冬训的各省专业队，利用观众收入维持球队运作。在1984年的全国农民“丰收杯”篮球赛，广东均安女篮获得球队成立以来的第一个全国性赛事冠军。
1980年代，已移居美国的父亲曾勸何信夫随全家人一起移居美国，但他认为“为自己家乡出力，胜过去异国他乡拼命”，于是留下。2004年，何信夫退休后继续担任主教练。
2010，由蚕种繁殖站转型的爱得乐集团冠名均安女子篮球队。2012年，均安女籃加入一名12岁的女隊員。

## 日常运作
每天早上6:00至7:30和下午4:30至6:00，是球队的训练时间。

## 镇内待遇
均安镇有大小100多个篮球场，其中灯光球场有60多座。当地政府下发文件，对退役优秀运动员给予妥善安置。均安女篮有自己的篮球训练基地。

## 所获奖项
以下是其所获的奖项：
- 1992年全国农运会冠军；
- 1996年全国农运会冠军；
- 2000年全国农运会冠军；
- 2004年全国农运会冠军；
- 2008年全国农运会冠军；
- 2012年全国农运会冠军[8]